# Lee Jin
Lee Jin (Seúl, 21 de marzo de 1980) es una cantante y actriz surcoreana. Debutó en el mundo artístico como miembro del grupo femenino surcoreano Fin.K.L, junto con Lee Hyori, Ock Joo-hyun y Sung Yu-ri. Después de que Fin.K.L se desintegrara en el año 2002, se convirtió también en actriz.

## Biografía
Es buena amiga de la actriz surcoreana Song Hye-kyo.

## Carrera
Se unió a Fin.K.L  después de que su amiga Ock Joo-hyun—la primera miembro en ser seleccionada para el grupo—se la presentó al director de casting para selecionar los miembros del grupo. Cantó "Heng Bok Han Na Reul" de Eco y de inmediato fue seleccionada para estar en el grupo.
En 2002 las miembros del grupo comenzaron a realizar actividades en solitario. Lee quien por mucho tiempo había expresado su interés en la actuación, pues antes de su debut estuvo en la serie de la MBC Police People. Posteriormente actuó en el popular sitcomNonstop.
En 2005 se unió al programa de variedad X-Man. En el show señaló que se había convertido en una "señora" desde sus días de adolescente como Fin.K.L a través de un cambio en su peinado y su ropa. En X-Man se hizo conocida por la rigidez de sus pasos de baile, por lo que ella tuvo que crear un nuevo paso de baile rígido para la introducción del segmento de danza en cada episodio. También era conocida por ser la representante ulzzang ("mejor cara bonita"), habiendo sido elegida por muchos de los invitados masculinos para ser su compañera en los juegos de parejas.
En 2010 también participó en Héroes, donde 12 artistas compitieron en juegos para obtener el título popular o caer en la impopularidad del grupo. En este programa, mostró su agradable y cálida personalidad.

## Filmografía

### Series de televisión
- Nonstop 3 (MBC, 2002–2003)
- Banjun Drama (MBC, 2005) (junto a Andy de Shinhwa)
- Best Theater "Accident Prone Area"  (MBC, 2006)
- Her Cerebral Hemorrhage Story (MBC, 2006)
- The King and I (SBS, 2007–2008)
- New Wise Mother, Good Wife (MBC, 2007, cameo)
- Hometown of Legends  "Returning Lady" (KBS2, 2008)
- Hon (Soul) (MBC, 2009)
- Jejungwon (SBS, 2010)
- Glory Jane (KBS2, 2011)
- The Great Seer (SBS, 2012)
- The Secret of Birth (SBS, 2013)
- Shining Romance (MBC, 2013–2014)

### Cine
- Too Fragile to Be Loved  (2009)

### Espectáculos de variedades
- Beauty Center (SBS, 2002–2003)
- Declaration of Freedom! Today is Saturday - A Good Transportation Day (KBS, 2003)
- Show! Power Video (KBS, 2003–2005)
- X-Man (SBS, 2005)
- Millionaire's Bag (ETN, 2008)
- Heroes (SBS, 2010)

## Vida personal
Contrajo matrimonio en Hawái el 20 de febrero de 2016.